# Canton de Fourmies
Le canton de Fourmies est une circonscription électorale française du département du Nord créée par le décret du 17 février 2014. Il tient lieu de circonscription d'élection des conseillers départementaux et entre en vigueur lors des élections départementales de 2015.

## Histoire
Un nouveau découpage territorial du Nord entre en vigueur à l'occasion des premières élections départementales suivant le décret du 17 février 2014. Les conseillers départementaux sont, à compter de ces élections, élus au scrutin majoritaire binominal mixte. Les électeurs de chaque canton élisent au Conseil départemental, nouvelle appellation du Conseil général, deux membres de sexe différent, qui se présentent en binôme de candidats. Les conseillers départementaux sont élus pour 6 ans au scrutin binominal majoritaire à deux tours, l'accès au second tour nécessitant 12,5 % des inscrits au 1er tour. En outre la totalité des conseillers départementaux est renouvelée. Ce nouveau mode de scrutin nécessite un redécoupage des cantons dont le nombre est divisé par deux avec arrondi à l'unité impaire supérieure si ce nombre n'est pas entier impair, assorti de conditions de seuils minimaux. Dans le Nord, le nombre de cantons passe ainsi de 79 à 41.
Le canton de Fourmies est formé de communes des anciens cantons de Solre-le-Château (16 communes), de Trélon (12 communes), de Avesnes-sur-Helpe-Sud (3 communes), de Avesnes-sur-Helpe-Nord (6 communes) et de Maubeuge-Sud (9 communes). Il est entièrement inclus dans l'arrondissement d'Avesnes-sur-Helpe. Le bureau centralisateur est situé à Fourmies.

## Représentation
| Période élective | Période élective | Mandat | Mandat   | Identité       | Nuance | Nuance | Qualité                                                                                 |
| ---------------- | ---------------- | ------ | -------- | -------------- | ------ | ------ | --------------------------------------------------------------------------------------- |
| 2015             | 2021             | 2015   | 2021     | Carole Devos   |        | DVD    | Directrice d’une Entreprise de Travail Temporaire d’Insertion Maire-adjointe de Rousies |
| 2015             | 2021             | 2015   | 2021     | Mickaël Hiraux |        | LR     | Cadre supérieur Maire de Fourmies                                                       |
| 2021             | 2028             | 2021   | en cours | Carole Devos   |        | DVD    | Conseillère sortante                                                                    |
| 2021             | 2028             | 2021   | en cours | Mickaël Hiraux |        | LR     | Conseiller sortant Vice-Président du conseil départemental (renouveau des territoires)  |

### Résultats détaillés

#### Élections de mars 2015
À l'issue du 1er tour des élections départementales de 2015, deux binômes sont en ballottage : Philippe Delattre et Maryse Gabet (FN, 34,64 %) et Carole Devos et Mickaël Hiraux (Union de la Droite, 29,78 %). Le taux de participation est de 47,05 % (18 526 votants sur 39 379 inscrits) contre 46,81 % au niveau départemental et 50,17 % au niveau national.
Au second tour, Carole Devos et Mickaël Hiraux (Union de la Droite) sont élus avec 58,84 % des suffrages exprimés et un taux de participation de 46,86 % (9 902 voix pour 18 452 votants et 39 380 inscrits).
Mickaël Hiraux a quitté LR.

#### Élections de juin 2021
Le premier tour des élections départementales de 2021 est marqué par un très faible taux de participation (33,26 % au niveau national). Dans le canton de Fourmies, ce taux de participation est de 30,1 % (11 432 votants sur 37 982 inscrits) contre 30,39 % au niveau départemental. À l'issue de ce premier tour, deux binômes sont en ballottage : Carole Devos et Mickaël Hiraux (DVD, 40,73 %) et Jimmy Bondon et Linda Demachy (RN, 26,57 %).
Le second tour des élections est marqué une nouvelle fois par une abstention massive équivalente au premier tour. Les taux de participation sont de 34,36 % au niveau national, 31,01 % dans le département et 31,22 % dans le canton de Fourmies. Carole Devos et Mickaël Hiraux (DVD) sont élus avec 67,11 % des suffrages exprimés (7 384 voix pour 11 861 votants et 37 994 inscrits),,.

## Composition
Le canton de Fourmies comprend quarante-six communes entières.
| Nom                              | Code Insee | Intercommunalité          | Superficie (km2) | Population (dernière pop. légale) | Densité (hab./km2) | Modifier                                    |
| -------------------------------- | ---------- | ------------------------- | ---------------- | --------------------------------- | ------------------ | ------------------------------------------- |
| Fourmies (bureau centralisateur) | 59249      | CC du Sud Avesnois        | 22,98            | 11 528 (2022)                     | 502                | modifier les données · modifier les données |
| Aibes                            | 59003      | CA Maubeuge Val de Sambre | 9,23             | 357 (2022)                        | 39                 | modifier les données · modifier les données |
| Anor                             | 59012      | CC du Sud Avesnois        | 22,24            | 3 152 (2022)                      | 142                | modifier les données · modifier les données |
| Avesnelles                       | 59035      | CC du Cœur de l'Avesnois  | 12,71            | 2 254 (2022)                      | 177                | modifier les données · modifier les données |
| Baives                           | 59045      | CC du Sud Avesnois        | 7,98             | 161 (2022)                        | 20                 | modifier les données · modifier les données |
| Bas-Lieu                         | 59050      | CC du Cœur de l'Avesnois  | 7,62             | 344 (2022)                        | 45                 | modifier les données · modifier les données |
| Beaurieux                        | 59062      | CC du Cœur de l'Avesnois  | 7,39             | 167 (2022)                        | 23                 | modifier les données · modifier les données |
| Bérelles                         | 59066      | CC du Cœur de l'Avesnois  | 5,78             | 162 (2022)                        | 28                 | modifier les données · modifier les données |
| Beugnies                         | 59078      | CC du Cœur de l'Avesnois  | 8,92             | 608 (2022)                        | 68                 | modifier les données · modifier les données |
| Bousignies-sur-Roc               | 59101      | CA Maubeuge Val de Sambre | 12,14            | 374 (2022)                        | 31                 | modifier les données · modifier les données |
| Cerfontaine                      | 59142      | CA Maubeuge Val de Sambre | 3,87             | 667 (2022)                        | 172                | modifier les données · modifier les données |
| Choisies                         | 59147      | CC du Cœur de l'Avesnois  | 2,51             | 44 (2022)                         | 18                 | modifier les données · modifier les données |
| Clairfayts                       | 59148      | CC du Cœur de l'Avesnois  | 7,53             | 361 (2022)                        | 48                 | modifier les données · modifier les données |
| Colleret                         | 59151      | CA Maubeuge Val de Sambre | 18,79            | 1 551 (2022)                      | 83                 | modifier les données · modifier les données |
| Cousolre                         | 59157      | CA Maubeuge Val de Sambre | 20,98            | 2 160 (2022)                      | 103                | modifier les données · modifier les données |
| Damousies                        | 59169      | CC du Cœur de l'Avesnois  | 5,00             | 205 (2022)                        | 41                 | modifier les données · modifier les données |
| Dimechaux                        | 59174      | CC du Cœur de l'Avesnois  | 4,85             | 327 (2022)                        | 67                 | modifier les données · modifier les données |
| Dimont                           | 59175      | CC du Cœur de l'Avesnois  | 7,49             | 296 (2022)                        | 40                 | modifier les données · modifier les données |
| Eccles                           | 59186      | CC du Cœur de l'Avesnois  | 3,54             | 92 (2022)                         | 26                 | modifier les données · modifier les données |
| Eppe-Sauvage                     | 59198      | CC du Sud Avesnois        | 16,67            | 229 (2022)                        | 14                 | modifier les données · modifier les données |
| Felleries                        | 59226      | CC du Cœur de l'Avesnois  | 19,49            | 1 459 (2022)                      | 75                 | modifier les données · modifier les données |
| Féron                            | 59229      | CC du Sud Avesnois        | 13,39            | 509 (2022)                        | 38                 | modifier les données · modifier les données |
| Ferrière-la-Petite               | 59231      | CA Maubeuge Val de Sambre | 5,35             | 1 043 (2022)                      | 195                | modifier les données · modifier les données |
| Flaumont-Waudrechies             | 59233      | CC du Cœur de l'Avesnois  | 5,70             | 345 (2022)                        | 61                 | modifier les données · modifier les données |
| Glageon                          | 59261      | CC du Sud Avesnois        | 11,77            | 1 732 (2022)                      | 147                | modifier les données · modifier les données |
| Hestrud                          | 59306      | CC du Cœur de l'Avesnois  | 6,09             | 299 (2022)                        | 49                 | modifier les données · modifier les données |
| Lez-Fontaine                     | 59342      | CC du Cœur de l'Avesnois  | 4,51             | 232 (2022)                        | 51                 | modifier les données · modifier les données |
| Liessies                         | 59347      | CC du Cœur de l'Avesnois  | 17,60            | 529 (2022)                        | 30                 | modifier les données · modifier les données |
| Moustier-en-Fagne                | 59420      | CC du Sud Avesnois        | 7,13             | 61 (2022)                         | 8,6                | modifier les données · modifier les données |
| Obrechies                        | 59442      | CA Maubeuge Val de Sambre | 5,45             | 273 (2022)                        | 50                 | modifier les données · modifier les données |
| Ohain                            | 59445      | CC du Sud Avesnois        | 11,88            | 1 185 (2022)                      | 100                | modifier les données · modifier les données |
| Quiévelon                        | 59483      | CA Maubeuge Val de Sambre | 4,35             | 138 (2022)                        | 32                 | modifier les données · modifier les données |
| Rainsars                         | 59490      | CC du Cœur de l'Avesnois  | 6,16             | 194 (2022)                        | 31                 | modifier les données · modifier les données |
| Ramousies                        | 59493      | CC du Cœur de l'Avesnois  | 9,60             | 224 (2022)                        | 23                 | modifier les données · modifier les données |
| Recquignies                      | 59495      | CA Maubeuge Val de Sambre | 6,17             | 2 379 (2022)                      | 386                | modifier les données · modifier les données |
| Rousies                          | 59514      | CA Maubeuge Val de Sambre | 5,79             | 4 016 (2022)                      | 694                | modifier les données · modifier les données |
| Sains-du-Nord                    | 59525      | CC du Cœur de l'Avesnois  | 16,03            | 2 766 (2022)                      | 173                | modifier les données · modifier les données |
| Sars-Poteries                    | 59555      | CC du Cœur de l'Avesnois  | 7,88             | 1 411 (2022)                      | 179                | modifier les données · modifier les données |
| Sémeries                         | 59562      | CC du Cœur de l'Avesnois  | 13,46            | 527 (2022)                        | 39                 | modifier les données · modifier les données |
| Solre-le-Château                 | 59572      | CC du Cœur de l'Avesnois  | 13,76            | 1 790 (2022)                      | 130                | modifier les données · modifier les données |
| Solrinnes                        | 59573      | CC du Cœur de l'Avesnois  | 5,42             | 143 (2022)                        | 26                 | modifier les données · modifier les données |
| Trélon                           | 59601      | CC du Sud Avesnois        | 39,15            | 2 642 (2022)                      | 67                 | modifier les données · modifier les données |
| Wallers-en-Fagne                 | 59633      | CC du Sud Avesnois        | 7,79             | 274 (2022)                        | 35                 | modifier les données · modifier les données |
| Wattignies-la-Victoire           | 59649      | CC du Cœur de l'Avesnois  | 6,31             | 240 (2022)                        | 38                 | modifier les données · modifier les données |
| Wignehies                        | 59659      | CC du Sud Avesnois        | 13,86            | 2 813 (2022)                      | 203                | modifier les données · modifier les données |
| Willies                          | 59661      | CC du Sud Avesnois        | 4,14             | 128 (2022)                        | 31                 | modifier les données · modifier les données |
| Canton de Fourmies               | 5919       |                           | 476,45           | 52 391 (2022)                     | 110                | modifier les données                        |

## Démographie
En 2022, le canton comptait 52 391 habitants, en évolution de −4,07 % par rapport à 2016 (Nord : +0,51 %, France hors Mayotte : +2,11 %).
| 2013   | 2018   | 2022   |
| ------ | ------ | ------ |
| 55 726 | 53 655 | 52 391 |